# Reggenza di Kuningan
La Reggenza di Kuningan (in indonesiano Kabupaten Kuningan) è una reggenza (kabupaten) dell'Indonesia situata nella provincia di Giava Occidentale.

## Etimologia
L'area delle pendenze orientali e della valle del Monte Cereme è nota come il Ducato di Kuningan già dal periodo induista come parte del regno di Galuh nel XIV secolo circa. Si ritiene che il nome Kuningan provenga dal sundanese "giallo", ma vi è un'altra teoria suggerente che il nome proliferasse da kuningan, altro termine sundanese che significa "ottone", metallo che sarebbe stato prodotto e usato per secoli nell'area. Seppur in accordo con la tradizione locale, il nome di Kuningan derivava dal Principe Arya Kuningan, alias Adipati Kemuning, eroe locale e sovrano della regione del 1498 circa.